# Backpacker 2
Backpacker 2 (egen stavning BackPacker 2) är ett datorspel från Tati Mixedia som är en uppföljare till Backpacker och kom ut 1997. Det går till på samma sätt som det förra. Man ska resa jorden runt. För att klara sig måste man jobba i olika yrken där man besvarar frågor för att gå vidare. Om man skulle få slut på pengar kan man ringa hem och låna. 
Man kan också köpa olika souvenirer i olika städer, som man sedan kan sälja dyrare i andra länder där de är mer efterfrågande. När man ska börja spela kan man välja mellan två svårighetsgrader, "Turist" som är det lätta och "Globetrotter" som är det svåra. Om man väljer Globetrotter får man svårare frågor och det kommer fler alternativ till svar.

## Spelstil
BackPacker 2 skiljer sig från BackPacker (1) i den grad att det ger mer frihet. Man tvingas inte till en specifik startposition (Göteborg) utan man kan välja att börja i vilken stad och land man vill. Denna stad blir även slutdestination för att avsluta spelet. Den stad man väljer innebär framför allt under spelets gång att alla pengar man tjänar kan ses i startlandets valuta. Viktigt att tänka på är att spelet gjordes 1997 och många valutor har försvunnit, framförallt i och med införandet av Europeiska Unionens gemensamma valuta Euro.
BackPacker 2 har 70 destinationer att besöka och 70 arbeten och 6000 frågor med illustrationer.

### Fotnoter
1. ↑  ”Backpacker. 2 | Svensk mediedatabas (SMDB)”. smdb.kb.se. https://smdb.kb.se/catalog/id/001440599. Läst 11 maj 2018.